# Seznam serverů HTTP
Toto je seznam webových (HTTP) serverů, tj. software, které odesílají obsah prohlížečům v síti Internet prostřednictvím protokolu HTTP.
- Abyss Web Server (http://www.aprelium.com/abyssws/)
- Apache HTTP Server
- BadBlue
- Boa
- Caudium, odvozenina (fork) od serveru Roxen
- Covalent Enterprise Ready Server, založen na Apache HTTP Server
- Fnord
- IBM HTTP Server (založen na Apache HTTP Server), bývalý Domino Go Webserver
- Internet Information Services (IIS) od Microsoftu.
- Light HTTP Server
- mathopd (http://www.mathopd.org/)
- NaviServer
- nginx
- NCSA HTTPd (https://web.archive.org/web/20090415224404/http://hoohoo.ncsa.uiuc.edu/)
- Oracle HTTP Server, založen na Apache HTTP Server
- PinkNet Web Server
- Roxen
- Small http server (http://smallsrv.com/)
- Sun Java System Web Server od firmy Sun Microsystems, bývalý Sun ONE Web Server, iPlanet Web Server a Netscape Enterprise Server.
- thttpd (http://www.acme.com/software/thttpd/) od ACME Laboratories
- TinyWeb (https://web.archive.org/web/20060221190337/http://delphi.icm.edu.pl/ftp/d20free/tinyweb2.htm)
- Xitami (https://web.archive.org/web/20011019185410/http://www.imatix.com/html/xitami/)
- Zeus Web Server
- Hiawatha (https://hiawatha.leisink.net/)